# Holzhausen (Geisenhausen)
Holzhausen ist ein Gemeindeteil des Marktes Geisenhausen im niederbayerischen Landkreis Landshut. Bis 1978 bildete es eine selbstständige Gemeinde.

## Lage
Das Pfarrdorf Holzhausen liegt etwa sechs Kilometer südlich von Geisenhausen im Tal des Haarbachs.

## Geschichte
1811 wurde der Steuerdistrikt Holzhausen im Rentamt Teisbach des Landgerichtes Vilsbiburg gebildet, der neben Holzhausen die Orte Aiteröd, Asang, Aukam, Floiten, Gallersgrub, Gammelsreut, Gerzenberg, Gerzer, Haselbach, Heinhub, Hermannskirchen, Hohlhof, Irlach, Kaindl, Lampeln, Linden, Loh, Neutenkam, Oberhaarbach, Oberrettenbach, Öd, Ofen, Perlkam, Reinthal, Reut, Schneitberg (Oberschneitberg), Schrannen, Schweibach, Steinberg, Thal, Weiher und Wimm umfasste. Aus diesem ging 1818/1821 unverändert die landgerichtische Gemeinde Holzhausen hervor. Sie gehörte ab 1862 zum Bezirksamt Vilsbiburg und ab 1939 zum Landkreis Vilsbiburg. Am 1. Mai 1978 wurde die Gemeinde Holzhausen im Zuge der Gebietsreform in den Markt Geisenhausen eingemeindet, die Orte Schweibach und Weiher zu Velden. Der Ort Heinhub ist seit 1. Januar 1979 bei Velden, Ofen seit 1. Februar 1979 bei Neufraunhofen.

## Sehenswürdigkeiten
- Katholische Pfarrkirche St. Valentin. Die hochbarocke Saalkirche entstand Ende des 17. Jahrhunderts unter Einbeziehung älterer Bauteile. Zusammen mit der benachbarten Maria-Hilf-Kapelle von 1718, die mit der Pfarrkirche über einen Arkadengang verbunden ist, bildet sie ein denkmalgeschütztes Ensemble.
- Ehemaliger Pfarrhof mit Stadel und Stall. Die Vierseitanlage aus dem 19. Jahrhundert diente als Ökonomiehof des Pfarrers von Holzhausen. Nachdem 1996 der letzte Ökonomiepfarrer Ostner verstorben war, übernahm 2004 der Bayerische Trachtenverband den Hof durch Erbbaurecht und eröffnete dort 2008 das Trachtenkulturzentrum.